# Biologie van A tot Z
Verwante overzichten zijn:
- Biogeografie van A tot Z
- Ecologie van A tot Z
- Genetica van A tot Z
- Natuur en milieu van A tot Z
- Natuurkunde van A tot Z
- Plantkunde van A tot Z

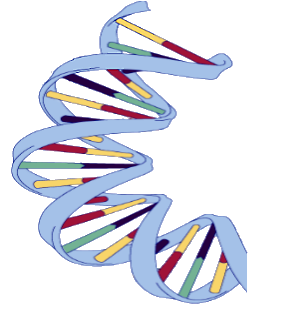
DNA

- Systematiek en taxonomie van A tot Z
- Vegetatiekunde van A tot Z

## A
Aambeeld · 
Aangeboren eigenschap · 
Aanvaardbare dagelijkse inname · 
Aardappel · 
Aardappelziekte · 
Abiogenese · 
Abiotisch · 
Abortus · 
Accommoderen · 
Acetylcholine · 
Acetylcholinesterase · 
ACh · 
Acetyl-Co-enzym A · 
Achillespees · 
Achondroplasie · 
Acne · 
ACTH · 
Actief azijnzuur · 
Actief transport · 
Actieve immunisatie · 
Actiepotentiaal · 
Actine · 
Adaptatie · 
Ademhaling bij dieren · 
Ademhaling bij de mens · 
Ademhaling bij planten · 
Adenine · 
Adenovirus · 
Ader · 
Adrenocorticotroop hormoon · 
Aderverkalking · 
ADH · 
ADI · 
Adaptieve radiatie · 
ADP · 
Adrenaline · 
Adventief (biogeografie) · 
Aerobe dissimilatie · 
Aerobiologie · 
Aeroob · 
Afferent · 
Afleiding (ecg) · 
Afstammingsleer · 
Afweersysteem · 
Afwisseling van individuen · 
Agar · 
Agamospermie · 
Agglutinatie · 
Agonistisch gedrag · 
Agressie · 
Aids · 
Albinisme · 
Alanine · 
Albumine · 
Alcohol · 
Alcoholdehydrogenase · 
Aldosteron · 
Alfa-helix · 
Algen · 
Algenbloei · 
Algologie · 
Allel · 
Allergie · 
Allergeen · 
Allopatrische soortvorming · 
Alloploïdie · 
Alvleesklier · 
Ambrosia · 
Amfibieën · 
Aminozuur · 
Amnion · 
Amoebe · 
Amylase · 
Amylopectine · 
Amyloplast · 
Amylose · 
Ammonieten · 
Anabole steroïde · 
Anabolisme · 
Anaeroob · 
Anafase · 
Analoog · 
Anammox · 
Anatomie · 
Androgeen · 
Anemie · 
Angiospermae · 
Angiotensine · 
Aniline · 
Animaal zenuwstelsel · 
Antibioticum · 
Anticonceptie · 
Antidiuretisch hormoon · 
Antigeen · 
Anti-sense gen · 
Antiserum · 
Antistof · 
Antioxidanten · 
Antropologie · 
Anus · 
Apicale dominantie · 
Apo-enzym · 
Apomixie · 
Apoptose · 
Appelzuur · 
Appressorium · 
Appendix · 
Aquarium · 
Archaea · 
Archegonium · 
Archeogenetica · 
Arginine · 
Arterie · 
Arteriole · 
Arteriosclerose · 
Ascomyceten · 
Ascorbinezuur · 
Aseksuele reproductie · 
Asparagine · 
Asparaginezuur · 
Assimilatie · 
Astaxanthine · 
Astma · 
Astrobiologie · 
Atavisme · 
Atrium · 
ATP · 
Atropine · 
Australopithecus · 
Autoclaaf · 
Auto-immuunziekte · 
Autolyse · 
Autonoom zenuwstelsel · 
Autoploidie · 
Autosoom · 
Autotroof · 
Auxine · 
Axon · 
Auxospore ·

## B
Baarmoeder · 
Bacterie · 
Bacteriofaag · 
Bast · 
Bastvaten · 
Balein · 
Balts · 
Bedektzadigen · 
Bekken · 
Benthos · 
Beriberi · 
Bestuiving · 
Bètalactamantibioticum · 
Bevruchting · 
Bewegingsfysiologie · 
Benzeen · 
Bijbal-
Bijendans · 
Bijnieren · 
Bilateria · 
Bilirubine · 
Bindweefsel · 
Bio-energetica · 
Bioaccumulatie · 
Biochemie · 
Bioconcentratiefactor · 
Biodiversiteit · 
Biodiversiteitsverdrag · 
Bio-informatica · 
Biofilm · 
Biofysica · 
Biogeografie · 
Biologie · 
Biologie en Medisch Laboratoriumonderzoek · 
Biologisch ei · 
Biologische bestrijding · 
Biologische klok · 
Biologische landbouw en voeding · 
Biologische oorlogvoering · 
Biologische psychologie · 
Biologische variabiliteit · 
Biologische zaaitabel · 
Bioloog · 
Bioluminiscentie · 
Biomassa · 
Biomateriaal · 
Biomedical Primate Research Centre · 
Biomedische technologie · 
Biomethanol · 
Biometrie · 
Biomineralisatie · 
Biomonitoring · 
Biomorfisme · 
Bionieuws · 
Bionica · 
Bionisch implantaat · 
Biosfeer · 
Biostratigrafie · 
Biotechnologie · 
Biotische factor · 
Biotoop · 
Blad · 
Bladgroen · 
Bladinsnijding · 
Bladmoes · 
Bladrand · 
Bladrozet · 
Bladvorm-
Blauwgrasland · 
Blindedarm · 
Blinde vlek · 
Bloed · 
Bloedarmoede · 
Bloedcel · 
Bloeddruk · 
Bloedglucosespiegel · 
Bloedgroep · 
Bloedplaatje · 
Bloedplasma · 
Bloedserum · 
Bloedtransfusie · 
Bloedvat · 
Bloem · 
Boeklong · 
Boekmaag · 
Herman Boerhaave · 
Boom · 
Bonobo · 
Borstademhaling · 
Borstbuis · 
Borstkas · 
Botten · 
Botanische naam · 
Botanische woordenlijst · 
Botanica · 
Botuline · 
Botulisme · 
Bouwplan · 
Bovengistend · 
BSE · 
Braakbal · 
Broeden · 
Broedvogel · 
Broedzorg · 
Bronchitis · 
Bruidsvlucht · 
Buideldieren · 
Buikademhaling ·

## C
C14-datering · 
Cactus · 
Caenorhabditis elegans · 
Cafeïne · 
Melvin Calvin · 
Calvincyclus · 
CAM · 
Cambium · 
Cambrische explosie · 
Camouflage · 
Candidiasis · 
Capillair · 
Capsanthine · 
Carcinogeen · 
Cardiologie · 
Cariës · 
Carnivoor · 
Caroteen · 
Caudaal · 
Caudex · 
Cel · 
Celbiologie · 
Celcyclus · 
Celfysiologie · 
Celkern · 
Cellulose · 
Celmembraan · 
Celstrekking · 
Centraal Dogma (moleculaire biologie) · 
Celleer · 
Celwand · 
Centimorgan · 
Centraal zenuwstelsel · 
Centrosoom · 
Cephalon · 
Chamefyt · 
Chemo-autotroof · 
Chemokuur · 
Chemotherapie · 
Chimaera · 
Chitine · 
Chlorofyl · 
Chloroplast · 
Carolus Clusius · 
Cholesterol · 
Choline · 
Chorea · 
Chromatide · 
Chromatine · 
Chromosoom · 
Chymus · 
Cisgenese · 
Citroenzuurcyclus · 
Clade · 
Cleistogaam · 
Clitoris · 
Cloacadieren · 
Cocaïne · 
Cocon · 
Codon · 
Co-enzym · 
Co-factor · 
Cohesie · 
Coïtus · 
Colchicine · 
Collageen · 
Collenchym · 
Colloïd · 
Commensalisme · 
Complementsysteem · 
Compost · 
Conchologie · 
Conchyliologie · 
Concurrentie (ecologie) · 
Conflictgedrag · 
Congenitaal · 
Conjugatie · 
Conserveringstechnieken · 
Contaminatie · 
Contralateraal · 
Controlegroep · 
Convergente evolutie · 
Coproliet · 
Coronaal · 
Cortison · 
Cotyl · 
Coumarine · 
Crack · 
Craniaal · 
Crassulacean Acid Metabolism · 
Francis Crick · 
Crinoidea · 
Cro-Magnonmens · 
Crossing-over · 
Cryptocotylair · 
Cryptozoölogie · 
Cultuurvolger · 
Cumarine · 
Cuticula · 
Cutine · 
Cyanobacteriën · 
Cyclus · 
Cyste · 
Cysteïne · 
Cytochroom · 
Cytologie · 
Cytokine · 
Cytokinese · 
Cytokinine · 
Cytoplasma · 
Cytosine · 
Cytoskelet · 
Cytosol · 

## D
Dar · 
Darm · 
Darmflora · 
Darmvlokken · 
Charles Darwin · 
Richard Dawkins · 
Decarboxylering · 
Dendriet · 
Dendrochronologie · 
Denitrificatie · 
Dentine · 
Deletie · 
Desoxyribose · 
Dermatologie · 
Dierkunde · 
Diabetes mellitus · 
Diarree · 
Diatomeeën · 
Diercommunicatie · 
Diersoorten · 
Diffusie · 
Digenetische cyclus · 
Dikke darm · 
Dinosauriërs · 
Diplobiont · 
Diplohaplont · 
Diploïd · 
Diploïdisatie · 
Diplont · 
Disachariden · 
Dispersie (dieren) · 
Dissimilatie · 
Distaal · 
Dioxine · 
DNA · 
DNA-barcoding · 
DNA-ligase · 
DNA-polymerase · 
DNA-replicatie · 
DNA-virus · 
Lichaampje van Döhle · 
Domesticatie · 
Dominant · 
Donkerreactie · 
Donkerveldmicroscoop · 
Dood · 
Doortrekker · 
Dopamine · 
Dorsaal · 
Drosophila melanogaster · 
Drugs · 
Dubbelblind · 
Dubbele helix · 
Ductus arteriosus · 
Ductus botalli · 
Ductus venosus · 
Duikreflex · 
Dunne darm · 
Dwaalgast · 
Dwarsgestreepte spieren · 
Dwergvorming ·

## E
Ebolavirus · 
ECG · 
E.coli · 
Ecologie · 
Ecologische betekenis · 
Ecologische gradiënt · 
Ecosysteem · 
Ectoderm · 
Eczeem · 
EEG · 
Eenhuizig · 
Eenjarige plant · 
Eenzaadlobbigen · 
Efferent · 
Ei · 
Eicel · 
Eierlevendbarend · 
Eierstok · 
Eikel · 
Eikenprocessierups · 
Eilandjes van Langerhans · 
Eileider · 
Eisprong · 
Eiwit · 
Eiwitsynthese · 
Ejaculatie · 
Elektrocardiogram · 
Elektro-encefalografie · 
Elektrogradiënt · 
Elektromyografie · 
Elektronenmicroscoop · 
Elektronentransportketen · 
ELISA · 
Embryo · 
Embryologie · 
Encyclopedia of Life · 
Endeldarm · 
Endemie · 
Endoderm · 
Endodermis · 
Endocytose · 
Endolysine · 
Endorfine · 
Endosperm · 
Endosymbiose · 
Endoplasmatisch reticulum · 
Endorfine · 
Endosperm · 
Endotheel · 
Endotoxine · 
Enterovirus · 
Entomologie · 
Entoog · 
Enzym · 
Enzyme-Linked Immuno Sorbent Assay · 
Enzymcomplex · 
Epidemie · 
Epidemiologie · 
Epidermis · 
Epifyt · 
Epigeïsche kieming · 
Epigenetica · 
Epilepsie · 
Epitheel · 
Epo · 
Erfelijke aandoening · 
Erfelijkheidsleer · 
Ergosterol · 
Erytropoëtine · 
Escherichia coli · 
Essentiële aminozuren · 
Essentiële vetzuren · 
Ethanol · 
Etheen · 
Ethologie · 
Etnobotanie · 
Euchromatine · 
Eukaryoot · 
Euploïdie ·
Eutrofie ·
Eutrofiëring · 
Evolutie (biologie) · 
Evolutietheorie · 
Exocytose · 
Exon · 
Exoskelet · 
Exponentiële groei · 
Exteroceptie · 
Extremofiel ·

## F
Faag · 
Facetoog · 
Fagocyt · 
Fagocytose · 
Familie · 
Fanerocotylair · 
Fanerofyt · 
Farmacologie · 
Farynx · 
Fasecontrastmicroscoop · 
Fauna · 
Fauna Europaea · 
Feces · 
Fenologie · 
Fenotype · 
Fenylalanine · 
Fenylketonurie ·
Fermentatie · 
Feromoon · 
Fibroblast · 
Fitness (biologie) · 
Alexander Fleming · 
Flora · 
Floresmens · 
Fluorescentiemicroscoop · 
Foerageren · 
Foliumzuur · 
Fontanel · 
Foramen ovale (hart) · 
Foramen ovale (schedel) · 
Forensische entomologie · 
Fosfolipide · 
Fossiel · 
Fotofosforylatie · 
Fotosynthese · 
Fotosynthetisch pigment · 
Fotosysteem · 
Fotolyse · 
Fovea centralis · 
Rosalind Franklin · 
Fractionatie (genetica) · 
Fructose · 
FSH · 
Fungi · 
Fuchsine · 
Fumaarzuur · 
Fycocyanine · 
Fycologie · 
Fylogenetica · 
Fysiologie · 
Fytotoxisch ·

## G
Gal · 
Galactose · 
Galblaas · 
Galsteen · 
Gameet · 
Gametofyt · 
Gastheer · 
Gastrine · 
Gaswisseling · 
Gebit · 
Geleedpotigen · 
Gemeenschapsgradiënt · 
Gen · 
The Selfish Gene · 
Geneeskunde · 
Genenbank · 
Generatio spontanea · 
Generatietijd · 
Generatiewisseling · 
Genetica · 
Genetische code · 
Genetische drift · 
Genetische manipulatie · 
Genetische merker · 
Genetische vingerafdruk · 
Genografie · 
Genoom · 
Genotype · 
Gentherapie · 
Geofyt · 
Geotropie · 
Geslachtsgemeenschap · 
Geraamte · 
Genus · 
Geur · 
Gidsfossiel · 
Gist · 
Glad spierweefsel · 
Glasaal · 
Glasachtig lichaam · 
Glazuur · 
Glucose · 
Glucagon · 
Gluconeogenese · 
Glutamine · 
Glutaminezuur · 
Gluten · 
Glycine · 
Glycobiologie · 
Glycolyse · 
Glycogeen · 
Glycoproteïne · 
Golgi-apparaat · 
Gonade · 
Gonopodium · 
Gramkleuring · 
Granulocyt · 
Gravitropie · 
Griep · 
Groei · 
Groeihormoon · 
Groeiring · 
Groeivorm · 
GTP · 
GTPase · 
Guanine · 
Guanine trifosfaat · 
Gymnospermae · 
Gynandromorf · 
Gynoecium · 
Gyttja ·

## H
Ernst Haeckel · 
Haar · 
Haarvat · 
Habitat · 
Haft · 
Hagedissen · 
Half-cirkelvormige kanalen · 
Halofiel · 
Halofyt · 
Haplobiont · 
Haplont · 
Hamer · 
Haplogroep · 
Haploïdie · 
Haplotype · 
Hapteen · 
Hart · 
Hart en vaatstelsel · 
Heiligbeen · 
Helofyt · 
Hematologie · 
Hematopoëse · 
Hemikryptofyt · 
Hemocyanine · 
Hemofilie · 
Hemoglobine · 
Hemolymfe · 
Heparine · 
Herbarium · 
Herkauwers · 
Heroïne · 
Herpesvirussen · 
Hersenen · 
Hersenstam · 
Heterochromatine · 
Heterosis · 
Heterotroof · 
Heterozygoot · 
Hexose · 
Hilum (anatomie) · 
Histamine · 
Histidine · 
Histologie · 
Histon (eiwit) · 
Hiv · 
Hoektand · 
Hoen · 
Hoest · 
Hofstippel · 
Holle ader · 
Holo-enzym · 
Holotype · 
Holtedieren · 
Homeostase · 
Hommels · 
Homo · 
Homoiotherm · 
Homoloog · 
Homozygoot · 
Hooikoorts · 
Hoornlaag · 
Hoornvlies · 
Hormoon · 
Hormoonfysiologie · 
Houtvat · 
HUGO · 
Huid · 
Huidmondje · 
Humus · 
Hybride · 
Hydrolase · 
Hydrolyse · 
Hypofyse · 
Hydrofyt · 
Hypertrofie ·
Hypogeïsche kieming · 
Hypothalamus · 
Hypotoniciteit · 
Hysterese · 

## I
Ichtyologie · 
Imago · 
Immunologie · 
Immunoglobuline · 
Immuuncomplex · 
Immuundeficiëntie · 
Incubatieperiode · 
Index Fungorum · 
Jan Ingenhousz · 
Ingewanden · 
Inheems · 
Inhibitie · 
Inprenting · 
Insecten · 
In situ · 
Institute for Systems Biology · 
Instituut voor Biodiversiteit en Ecosysteem Dynamica · 
Insuline · 
Inteelt · 
Inteeltcoëfficiënt · 
Integument (planten) · 
Interfase · 
Interferon · 
Intrinsieke factor · 
Intron · 
Inuline · 
Invasieve soort · 
In vitro · 
In vivo · 
Isoleucine · 
Iris · 
Iriseren · 
Ivoor ·

## J
Jaarring · 
Jaarvogel · 
Jacht · 
François Jacob · 
Orgaan van Jacobson · 
Edward Jenner · 
Jetlag · 
Jukbeen · 
Junk-DNA · 
Juveniel ·

## K
Kalkgrasland · 
Kam · 
Karyogram · 
Katabolisme · 
Katalase · 
Katalyse · 
Kaviaar · 
Kelk · 
Kernfase · 
Kernfasewisseling · 
Kiemblad · 
Kieming · 
Kies · 
Kieuw · 
Kikkers · 
Kikkervisje · 
Kinase · 
Kleurenblindheid · 
Klimplant · 
Kloneren · 
Kniepeesreflex · 
Knopligging · 
Robert Koch · 
Kolonie · 
Koningin · 
Koolstofdatering · 
Koolstofdioxide · 
Koorts · 
Koraal · 
Korstmossen · 
Knoop van Ranvier · 
Knop · 
Knopvorming · 
Kolonie · 
Koolstof-stikstofverhouding · 
Kraakbeen · 
Kransslagader · 
Kringloop · 
Krokodil · 
Kruisbestuiving · 
Kruising · 
Kryptofyt · 
Kudde · 
Kunstmatige inseminatie bij dieren · 
Kween ·

## L
Lactase · 
Lactatieperiode · 
Lactoferrine · 
Lac-operon · 
Lamel · 
Lamella · 
Larve · 
Lebmaag · 
Lecithine · 
Antoni van Leeuwenhoek · 
Lel · 
Lemma · 
Lenticel · 
Leucine · 
Leukocyt · 
Leukoplast · 
Leven · 
Levenscyclus · 
Levensfase · 
Levensgemeenschap · 
Levensvorm · 
Lever · 
Leverbot · 
LH · 
Lichaampje van Döhle · 
Lichaamstemperatuur · 
Lichtreactie · 
Ligament · 
Lignine · 
Linkshandigheid · 
Carl Linnaeus · 
Lintworm · 
Lipase · 
Liposoom · 
Listeria · 
Lithofyt · 
Lithotroof · 
Locomotie · 
Locus · 
Longen · 
Loofboom · 
Konrad Lorenz · 
LUCA · 
Luchtpijp · 
Lucy · 
Luteïne · 
Luteïniserend hormoon · 
Lysine · 
L-vormen · 
Lyse · 
Lysis · 
Lysozym · 
Lysosoom ·

## M
Maag · 
Maagportier · 
Maagsap · 
Maagzuur · 
MAC-waarde · 
Macrofaag · 
Macronutriënt · 
Made · 
Major Histocompatibility Complex · 
Malacologie · 
Mallory-lichaampje · 
Malaria · 
Maltase · 
Maltose · 
Mammoeten · 
Mazelen · 
Meerling · 
Meiose · 
Melatonine · 
Melk · 
Melkklier · 
Melkzuur · 
Melkzuurgisting · 
Membraan · 
Gregor Mendel · 
Menselijk genoomproject · 
Menstruatiecyclus · 
Menopauze · 
Mesoderm · 
Mesotrofie · 
Metaboliet · 
Metabolisme · 
Metamorfose · 
Metazoa · 
Methionine · 
MHC · 
Michaelis-Menten-vergelijking · 
Micronutriënt · 
Micro-organismen · 
Microscoop · 
Microtoom · 
Microtubuli · 
Middenlamel · 
Middenrif · 
Mierenbroodje · 
Johann Friedrich Miescher · 
Migratie · 
Milt · 
Miltvuur · 
Mimicry · 
Mimivirus · 
miRNA · 
Mitochondriale Eva · 
Mitochondrium · 
Mitose · 
Mobiele genetische elementen · 
Molaar · 
Moleculaire biologie · 
Moleculaire genetica · 
Monocarpisch · 
Monocyt · 
Monogenetische cyclus · 
Jacques Monod · 
Monosachariden · 
Monosomie · 
Motorische eenheid · 
Morfologie · 
Thomas Hunt Morgan · 
Morgan · 
Mortaliteit · 
Motiliteit · 
Motorische eindplaat · 
Motorische zenuw · 
mRNA · 
mtDNA · 
Mutageen · 
Mutatie · 
Mutant · 
Mutualisme · 
Mycelium · 
Mycologie · 
Mycoplasma · 
Mycose · 
Myoglobine · 
Myomeer · 
Myosine ·

## N
NADH · 
NADP · 
Naevus · 
Natuurlijke historie · 
Natuurlijke selectie · 
Natuurontwikkelingsvisie · 
Natuurstudie · 
Navel (zaad) · 
Neanderthaler · 
Necrose · 
Nederlands Instituut voor Biologie · 
Nederlandse Jeugdbond voor Natuurstudie · 
Negatieve terugkoppeling · 
Neodarwinisme · 
Neotenie · 
Neteldieren · 
Netmaag · 
Netvlies · 
Neurale buis · 
Neurobiologie · 
Neurofysiologie · 
Neuron · 
Neurotransmitter · 
Neus · 
NIBI · 
Niche · 
Nicotine · 
Nieren · 
Nimf · 
Nitraatbacteriën · 
Nitrietbacteriën · 
Nitrificatie · 
NJN · 
Non-disjunctie · 
Noradrenaline · 
Nucleotide · 
Nutriënt · 
Nystagmus ·

## O
Obstipatie · 
Octoploïdie · 
Oedeem · 
Oerbos · 
Oeros · 
Oersoep · 
Oestrogeen · 
Oligotrofie · 
Ombrotrofie · 
Omnivoor · 
Ondergistend · 
Oncogen · 
Oncologie · 
Ongeslachtelijke voortplanting · 
Ontlasting · 
Ontwikkelingsbiologie · 
Onvolledige gedaantewisseling · 
Onvruchtbaarheid · 
Ontwikkelingsfysiologie · 
Oöcyt · 
Oog · 
Oor · 
Oorsprong der soorten, De · 
Oorsprong van het leven · 
Orgaan van Jacobson · 
Organen · 
Organisme · 
Organel · 
Orgasme · 
Ornithologie · 
Osmose · 
Orthopedie · 
Orthosympathisch zenuwstelsel · 
Ossificatiepunt · 
Osteoblast · 
Overspronggedrag · 
Oviduct · 
Ovovivipariteit · 
Ovulatie · 
Oxidoreductasen · 
Oxytocine ·

## P
Paartijd · 
Paddenstoel · 
Paleontologie · 
Palynologie · 
Pancreas · 
Pancreassap · 
Pandemie · 
Panspermie · 
Parthenogenese · 
Louis Pasteur · 
Parasitisme · 
Parasitologie · 
Parasympathisch zenuwstelsel · 
Parathormoon · 
Parenchym (plantkunde) · 
Parenchym (zoölogie) · 
Paring · 
Passieve immuniteit · 
Ivan Pavlov · 
PCR · 
Pectine · 
Pecto-enzym · 
Pees · 
Peesschede · 
Penicilline · -
Penis · 
Pens · 
Pepsine · 
Perisperm · 
Peristaltiek · 
Peroxidase · 
Pessarium · 
pH · 
Phloëem · 
PhyloCode · 
Pijnappelklier · 
Pinocytose · 
PKU · 
Placenta · 
Placentadieren · 
Placentofagie · 
Plankton · 
Plantengemeenschap · 
Plantenmorfologie · 
Plantkunde · 
Plasmide · 
Plasmodesma · 
Plasmolyse · 
Plastide · 
Platwormen · 
Plaveiselepitheel · 
Poikilotherm · 
Polarisatiemicroscoop · 
Polio · 
Pollenbuis · 
Polymerase-kettingreactie · 
Polypeptide · 
Polysacharide · 
Polysoom · 
Poollichaampje · 
Poortader · 
Pop · 
Populatie · 
Populatiebiologie · 
Populatiegenetica · 
Portier · 
Potjeslatijn · 
Predatie · 
Predator · 
Pre-mRNA · 
Preparaat · 
Primaire urine · 
Primaten · 
Primer · 
Prion · 
Producent · 
Profase · 
Progesteron · 
Prokaryoot · 
Prolactine · 
Proliferatie · 
Proline · 
Promotor · 
Proprioceptie · 
Prostaat · 
Proteïne biosynthese · 
Protease · 
Proteoom · 
Protisten · 
Psychobiologie · 
Puberteit · 
Puntmutatie · 
Punctuated equilibrium · 
Pupil · 
Pycnoxyl hout · 
Pylorus · 

## Q
Quarternaire structuur ·

## R
Rank · 
Recessief · 
Recombinatie · 
Receptief veld · 
Receptor · 
Reducent · 
Reflex · 
Refractaire periode · 
Remslaap · 
Reptiel · 
Resistentie · 
Restrictie-enzym · 
Resusantagonisme · 
Resusfactor · 
Retrovirus · 
Reukzin · 
Reverse-transcriptase · 
Rizomorf · 
Rib · 
Riboflavine · 
Ribosoom · 
Ricine · 
Ringen · 
Ritnaald · 
RNA · 
RNAi · 
RNA-polymerase · 
RNA-processing · 
RNA-wereld · 
rRNA · 
Rode lijst · 
Rogge · 
Rondwormen · 
Roofvogels · 
Rubisco · 
Rudimentair · 
Ruggenmerg · 
Rui bij vogels · 
Rups ·

## S
Sacharose · 
Salamanders · 
Salmonella · 
Samengesteld blad · 
Saprofyt
SARS · 
Sarcomeer · 
Satellietvirus · 
Scarificeren · 
Schaamlippen · 
Schedel · 
Schildklier · 
Schildpadden · 
Schildwachtklier · 
Schimmel · 
School (vissen) · 
Schub · 
Schutblad · 
Sclerenchym
Sclerochronologie · 
Scrotum · 
Secundaire diktegroei · 
Segment · 
Sekse · 
Seksualiteit · 
Seksuele dimorfie · 
Seksuele reproductie · 
Selectie · 
Selectiedruk · 
The Selfish Gene · 
Sensorische zenuw · 
Sequencing · 
Serine · 
Serotonine · 
Serum · 
Sessiliteit · 
S-fase · 
Signaaltransductie · 
Sikkelcelanemie · 
siRNA · 
Skelet · · 
Slaap (rust) · 
Slaap (anatomie) · 
Slaap-waakritme
Slagader · 
Slakkenhuis · 
Slangen · 
Slangenbeet · 
Slokdarm · 
Sluipwespen · 
Smegma · 
Snijtand · 
Sociobiologie · 
Somatostatine · 
Soort · 
Soortvorming · 
Sovon · 
Spatader · 
Specialisatie · 
Speeksel · 
Spelt · 
Sperma · 
Spin · 
Spinnenbeet · 
Spier · 
Spiermaag · 
Spijsvertering · 
Splicing · 
Spoelfiguur · 
Spoelworm · 
Spontane generatie · 
Sporangiofoor · 
Sporangium · 
Spore · 
Sporenplanten · 
Sporenzakje · 
Stamcellen · 
Stamper · 
Standvogel · 
Startcodon · 
Stekelhuidigen · 
Stengel · 
Stenoeciteit · 
Stereomicroscoop · 
Sterrenschot · 
Sterven · 
Steunblaadje · 
Stigmergie · 
Stijgbeugel · 
Stikpot · 
Stikstofkringloop · 
Stimulus · 
Stinsenplant · 
Stippel · 
Stofwisseling · 
Stofwisselingsfysiologie · 
Stopcodon · 
Stratificatie · 
Streptomycine · 
Strobilus · 
Strottenhoofd · 
Struggle for life · 
Strychnine · 
Stuifmeel · 
Stuitklier · 
Suberine · 
Substraat · 
Suikerziekte · 
Survival of the fittest · 
Jan Swammerdam · 
Symbiose · 
Sympatrische soortvorming · 
Synangium · 
Synaps · 
Systeembiologie · 
Systema naturae · 
Systematiek (biologie) · 
Syndroom van Down ·

## T
Tafonomie · 
Tand · 
Tandplak · 
Tannine · 
Tarwe · 
Tautoniem · 
Taxonomie (biologie) · 
Tegenstroomprincipe · 
Telomerase · 
Tentakel · 
Teratogeen · 
Terrestrische plant · 
Testis · 
Testosteron · 
Tetanus · 
Tetraploïdie · 
Thallus · 
Thee (plant) · 
Therapeutisch klonen · 
Thermoregulatie · 
Therofyt · 
Thiamine · 
Thigmotropie · 
Thiomargarita namibiensis · 
Thorax · 
Threonine · 
Thymine · 
Thymus · 
Thyroxine · 
Niko Tinbergen · 
Tocoferol · 
Totipotent · 
Tongbeen · 
Tonoplast · 
Tolerantie (fysiologie) · 
Toxicologie · 
Toxoplasmose · 
Trachea · 
Trachee · 
Tracheïde · 
Transcriptie · 
Transductie · 
Transgeen organisme · 
Translatie · 
Transposon · 
Trilhaar · 
Trisomie · 
tRNA · 
Troglobiet · 
Troglofiel · 
Trombine · 
Trombinogeen · 
Trombocyt · 
Tropisch regenwoud · 
Trypsine · 
Tryptofaan · 
Tubuline · 
Tuil · 
Tumor · 
Tumorsuppressorgen · 
Turgor · 
Twaalfvingerige darm · 
Tweehuizig · 
Tweejarige plant · 
Tweeling · 
Tweezaadlobbigen · 
Tylose · 
Type · 
Tyrosine ·

## U
Uitdrijving · 
Uitscheiding · 
Uitsterven · 
Unkenreflex · 
Uracil · 
Ureum · 
Urine · 
Urineblaas · 
Urinebuis · 
Urineleider · 
Urinewegen · 
Urinezuur · 
Uterus ·

## V
Vaatbundel · 
Vaatmerk · 
Vaatplanten · 
Vaatvlies · 
Vaccinatie · 
Vacht · 
Vacuole · 
Vacuolemembraan · 
Vaderschapsonderzoek · 
Vagina · 
Valine · 
Vector (celbiologie) · 
Vector (overbrenger van ziekten) · 
Vegetatiekunde · 
Veldwerk · 
Vene · 
Ventrikel · 
Verbranding
Vergrassing · 
Verkoudheid · 
Verpopping · 
Verrotting · 
Verruiging · 
Vertering · 
Verwantschap · 
Verwantschap (biologie) · 
Vervelling · 
Verziendheid · 
Vet · 
Vetstofwisseling · 
Vetzuur · 
Vezel · 
Violaxanthine · 
Virologie · 
Virus · 
Vis · 
Visserijbiologie · 
Vitamine · 
Vitamine C · 
Vitamine E · 
Vleugel (insect) · 
Vleugel (vogel) · 
Vlinder · 
Vochtig Berken-Zomereikenbos · 
Voedselketen · 
Voedselpiramide · 
Voedselweb · 
Voedingsbodem · 
Voedingsleer · 
Voedingsmedium · 
Voedingsstof · 
Voedingsvezels · 
Voedsel · 
Voedselvergiftiging · 
Voet · 
Vogelaar · 
Vogelbescherming · 
Vogelpest · 
Vogels · 
Vogelen · 
Vogeltrek · 
Volledige gedaantewisseling · 
Voortplanting · 
Voorhuid · 
Voorjaarstrek · 
Voorkiem · 
Voorlopercel · 
Voormaag · 
Voorurine · 
Vorkbeen · 
Hugo de Vries · 
Vrucht · 
Vruchtbeginsel · 
Vruchtlichaam · 
Vruchtvlies · 
Vruchtwater · 
Vruchtwisseling · 
Vulva ·

## W
Wanddruk · 
Weefsel · 
Weefselleer · 
Weekdieren · 
Wervel · 
Wervelkolom · 
Victor Westhoff · 
Wet van Hardy-Weinberg · 
Wet van Liebig · 
Wieren · 
Wintergast · 
Winterkleed · 
Winterslaap · 
Witte bloedcel · 
Wormen · 
Wortel · 
Worteldruk · 
Wortelhaar · 
Wrat ·

## X
Xanthofyl · 
X-chromosoom · 
Xenobioticum · 
Xerofiel · 
Xerofyt · 
Xyleem · 
Xylose ·

## Y
Y-chromosomale Adam · 
Y-chromosoom · 
Yoghurt · 
Yule's Index ·

## Z
Zaad · 
Zaadbank · 
Zaadbeginsel · 
Zaadblaasje · 
Zaadcel · 
Zaadknop · 
Zaadleider · 
Zaadplanten · 
Zaailing · 
Zeaxanthine · 
Zeïne · 
Zelfbestuiving · 
Zelffertiel · 
Zenuw · 
Zenuwcel · 
Zenuwgas · 
Zenuwimpuls · 
Zenuwstelsel · 
Zetmeel · 
Ziekte · 
Zintuigen · 
Zomergast · 
Zomerkleed · 
Zoogdier · 
Zoölogie · 
Zoönose · 
Zoöplankton · 
Zoötomie · 
Zuurgraad · 
Zuurstof · 
Zwangerschap · 
Zweepstaartje · 
Zweten · 
Zwezerik · 
Zygomorf · 
Zygote ·